# Michelle Picard
Pour les articles homonymes, voir Picard (homonymie).
Michelle Picard, dite Shelly Picard (née le 27 mai 1993 à Taunton dans l'État du Massachusetts) est une joueuse américaine de hockey sur glace évoluant dans la ligue élite féminine en tant que défenseure. Elle a remporté une médaille d'argent  aux Jeux olympiques de Sotchi en 2014 et a également représenté les États-Unis dans 5 championnats du monde, remportant 4 médailles d'or et 1 médaille d'argent.
Elle remporte avec les Metropolitan Riveters la coupe Isobel, championne de la Ligue nationale de hockey féminin pour la saison 2017-2018.

## Statistiques

### En club
| Saison      | Équipe                | Ligue       |     | Saison régulière | Saison régulière | Saison régulière | Saison régulière | Saison régulière |   | Séries éliminatoires | Séries éliminatoires | Séries éliminatoires | Séries éliminatoires | Séries éliminatoires |
| Saison      | Équipe                | Ligue       | PJ  | B                | A                | Pts              | Pun              | PJ               | B | A                    | Pts                  | Pun                  |                      |                      |
| 2011-2012   | Crimson d'Harvard     | NCAA        | 28  | 0                | 7                | 7                | 8                |                  |   |                      |                      |                      |                      |                      |
| 2012-2013   | Crimson d'Harvard     | NCAA        | 34  | 4                | 13               | 17               | 16               |                  |   |                      |                      |                      |                      |                      |
| 2014-2015   | Crimson d'Harvard     | NCAA        | 32  | 2                | 15               | 17               | 18               |                  |   |                      |                      |                      |                      |                      |
| 2015-2016   | Crimson d'Harvard     | NCAA        | 32  | 2                | 10               | 12               | 14               |                  |   |                      |                      |                      |                      |                      |
| 2016-2017   | Riveters de New York  | LNHF        | 18  | 2                | 6                | 8                | 4                | 1                | 0 | 0                    | 0                    | 0                    |                      |                      |
| 2017-2018   | Metropolitan Riveters | LNHF        | 16  | 0                | 4                | 4                | 12               | 2                | 0 | 0                    | 0                    | 2                    |                      |                      |
| 2018-2019   | Metropolitan Riveters | LNHF        | 16  | 0                | 2                | 2                | 8                | 2                | 0 | 0                    | 0                    | 0                    |                      |                      |
| Totaux NCAA | Totaux NCAA           | Totaux NCAA | 129 | 8                | 45               | 53               | 56               |                  |   |                      |                      |                      |                      |                      |
| Totaux LNHF | Totaux LNHF           | Totaux LNHF | 50  | 2                | 12               | 14               | 24               | 5                | 0 | 0                    | 0                    | 2                    |                      |                      |

### Au niveau international
| Année | Équipe             | Compétition                  |   | PJ | B | A | Pts | Pun               |  | Résultat |
| 2010  | États-Unis - 18ans | Championnat du monde - 18ans | 5 | 0  | 3 | 3 | 4   | Médaille d'argent |  |          |
| 2011  | États-Unis - 18ans | Championnat du monde - 18ans | 5 | 0  | 4 | 4 | 0   | Médaille d'or     |  |          |
| 2012  | États-Unis         | Championnat du monde         | 4 | 0  | 1 | 1 | 0   | Médaille d'argent |  |          |
| 2013  | États-Unis         | Championnat du monde         | 5 | 0  | 0 | 0 | 0   | Médaille d'or     |  |          |
| 2014  | États-Unis         | Jeux Olympiques              | 5 | 0  | 0 | 0 | 2   | Médaille d'argent |  |          |
| 2015  | États-Unis         | Championnat du monde         | 5 | 0  | 2 | 2 | 0   | Médaille d'or     |  |          |
| 2016  | États-Unis         | Championnat du monde         | 5 | 0  | 0 | 0 | 2   | Médaille d'or     |  |          |
| 2019  | États-Unis         | Championnat du monde         | 6 | 0  | 3 | 3 | 0   | Médaille d'or     |  |          |